# Protokoll von Venedig

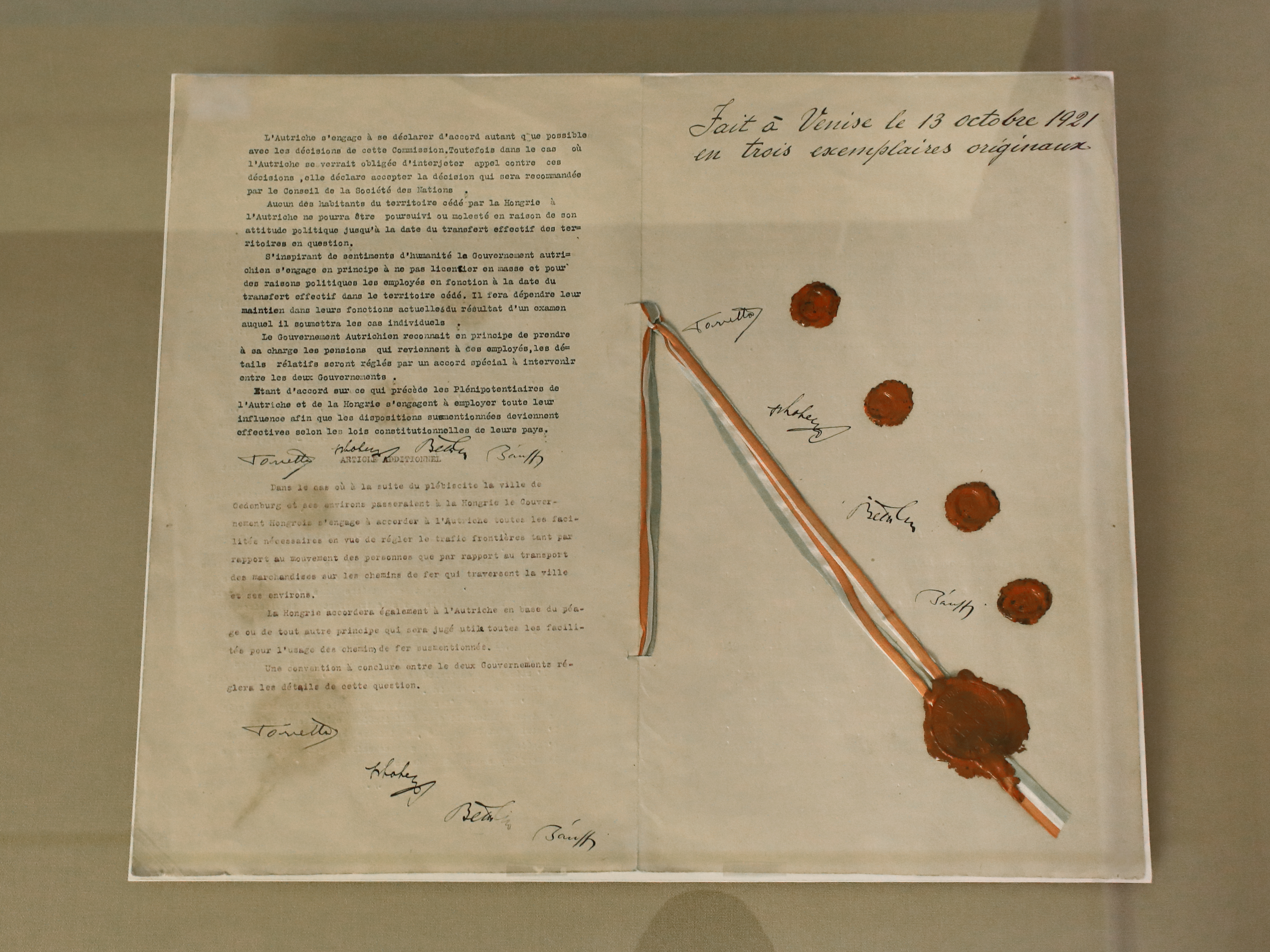
Eine der drei Ausfertigungen des Protokolls von Venedig

Das Protokoll von Venedig (auch: Venediger Protokoll) ist eine auf den 13. Oktober 1921 datierte, in Venedig geschlossene Übereinkunft zwischen der Republik Österreich, dem Königreich Ungarn und dem Königreich Italien zur Übergabe des Burgenlandes („Deutsch-Westungarn“) und der Abhaltung einer Volksabstimmung über die Gebietszugehörigkeit in Sopron (deutsch: Ödenburg).
Das Protokoll ist eine Zusatzvereinbarung, mit der sich Österreich und Ungarn auf eine von den Pariser Vorortverträgen abweichende Regelung für das betreffende Gebiet einigten. Italien wirkte als Mittler zwischen den beiden anderen Staaten, weswegen das Protokoll auch auf italienischem Boden verhandelt und unterzeichnet wurde. Die Pariser Botschafterkonferenz, in der auch Italien vertreten war, bestätigte das Abkommen kurze Zeit später. Die gleichlautenden Bestimmungen in den Verträgen von Saint-Germain und Trianon zu Westungarn waren damit hinfällig.

## Hintergrund
Nach der Niederlage im Ersten Weltkrieg zerfiel 1918 das Habsburgerreich. Mit den unter anderem daraus neu entstandenen Staaten Republik Österreich (zunächst: Republik Deutschösterreich) und dem wiederbegründeten Königreich Ungarn schlossen die siegreichen Alliierten und Assoziierten Mächte (die sogenannte: Entente) Friedensverträge, die unter anderem auch Gebietsabtretungen vorsahen.
Um einen eigenständig überlebensfähigen Staat Österreich zu schaffen und als Ausgleich für andere Gebietsverluste, wurde Österreich im Vertrag von Saint-Germain (September 1919) das überwiegend deutschsprachige Westungarn zugeschlagen. Eine wortgleiche Regelung fand trotz ungarischer Proteste Eingang in den mit Ungarn geschlossenen Vertrag von Trianon (Juli 1920). Für das neu hinzugekommene Gebiet setzte sich in Österreich 1919/20 die Bezeichnung „Burgenland“ durch, wobei Ödenburg (ungarisch: Sopron (sprich: ˈʃopron); in burgenländisch-kroatisch: Šopron) als künftige Hauptstand des neu zu schaffenden Bundeslandes vorgesehen war.

## Die gescheiterte Landnahme des Burgenlandes
In Ungarn, das durch den Vertrag von Trianon mehr als ein Drittel seines Staatsgebietes verloren hatte, gab es erheblichen Widerstand gegen die Abtretung Westungarns an Österreich. Entsprechend verzögerten die ungarischen Regierungen in den Jahren 1920/21 mehrfach die Gebietsübergabe an Österreich. Bei von der Entente gebilligten bilateralen Verhandlungen im ersten Halbjahr 1921 konnte allerdings keine Einigung erzielt werden. Zuletzt hatte sich Ungarn mit der Abgabe des größten Teils Westungarns einverstanden erklärt, sich jedoch für das Gebiet um Sopron eine Volksabstimmung über die Gebietszugehörigkeit eingefordert.
Zeitgleich zu den diplomatischen Verhandlungen hatte Ungarn begonnen, die Aufstellung von verschiedenen Freischärlerverbänden in Westungarn zu unterstützen. Als Österreich schließlich im Juli 1921 die Landnahme des gesamten Burgenlandes gemäß der Pariser Vorortverträge vornehmen wollte, kam es zu mehrwöchigen bewaffneten Auseinandersetzungen zwischen der österreichischen Gendarmerie und den pro-ungarischen Freischaren, die insgesamt einige Dutzend Tote auf beiden Seiten forderten. Ende September 1921 wurde deutlich, dass die österreichische Landnahme vorerst gescheitert war.
Daraus ergab sich eine schwierige diplomatische Situation. Die Regierungen sowohl in Österreich als auch in Ungarn standen unter innenpolitischem Druck, Erfolge in der Burgenland-/Westungarn-Frage. Budapest wurde zugleich immer deutlicher, dass viele der in Westungarn tätigen Freischärler Anhänger der von ihr bekämpften habsburgischen Restauration waren. Vor diesem Hintergrund stieg die Gefahr, dass die Durchsetzung des jeweiligen Anspruchs auf das Gebiet auf einen Krieg hinauslaufen würde. Dies wiederum würde nicht durch die Entente gebilligt werden, die stabile Verhältnisse in Österreich und in Ungarn wünschte. Zugleich sahen sich Österreich und Ungarn gemeinsam Gebietsforderungen der Kleinen Entente gegenüber, nicht zuletzt der Schaffung des sogenannten Tschechischen Korridors in Westungarn, als Verbindung zwischen den slawischen Nationen im Norden und der SHS-Monarchie im Süden. So bot der tschechoslowakische Außenminister Edvard Beneš der österreichische Regierung eine militärische Intervention an, die diese aus Angst vor einer Annexion der Region durch die ČSR jedoch ablehnte.
In dieser schwierigen Situation, bot die italienische Regierung sich als Mittler zwischen Österreich und Ungarn an. Sie sah darin einerseits die Möglichkeit, ihr Profil als europäische Großmacht zu stärken, die französische Politik zur Neuordnung Mittel- und Osteuropas zu stören und die benachbarten SHS-Monarchie, mit der Italien rund um den Freistaat Fiume in Gebietsstreitigkeiten lag, zu schwächen.

## Die Verhandlung des Protokolls von Venedig
Die Pariser Friedenskonferenz unterstützte die italienische Initiative mit Beschluss vom 28. September 1921. Der italienische Außenminister Pietro Tomasi Della Torretta lud daraufhin den österreichischen Bundeskanzler Johann Schober, den ungarischen Ministerpräsidenten István Bethlen sowie den ungarischen Außenminister Miklós Bánffy zu einem Treffen nach Venedig für den 13. Oktober 1921.
Der in Venedig besprochene, und zuvor bereits bekannte Kompromissvorschlag sah vor, dass das Königreich Ungarn die Freischärler im Burgenland unverzüglich entwaffnen und aus dem Gebiet entfernen solle, damit Österreich unmittelbar im Anschluss die friedliche Landnahme des Burgenlandes vornehmen könnte. Im Gegenzug sollte sich Österreich auf die Abhaltung einer Volksabstimmung über die Gebietszugehörigkeit in der Stadt Sopron sowie den acht unmittelbar umliegenden Gemeinden verpflichten. Das Abstimmungsgebiet würde als einziges nicht von Österreich besetzt werden. Stattdessen würde die in Sopron ohnehin bereits eingerichtete Interalliierte Generalskommission die administrative Kontrolle übernehmen und die Volksabstimmung vorbereiten und durchführen. Ungarn würde seine Gendarmerie und seine Beamten für die Zeit der Volksabstimmung aus dem Abstimmungsgebiet abziehen. Die Abstimmung habe acht Tage nach der Übergabe des Burgenlandes und nachdem das Gebiet von der Kommission für „befriedet“ erklärt worden sei, zu erfolgen.
Die teils stürmischen Verhandlungen zogen sich bis in die Morgenstunden des 14. Oktober 1921, das auf den 13. Oktober datierte Protokoll von Venedig wurde noch in der Nacht unterzeichnet. Die ungarische Regierung begann bereits am 21. Oktober mit der Entwaffnung der Freischärler. Die Pariser Botschafterkonferenz bestätigte das Protokoll am 27. Oktober 1921. Die österreichische Nationalversammlung hingegen, die große Bedenken gegen das Plebiszit hatte, ratifizierte das Abkommen erst am 30. November 1921, und nachdem die Botschafterkonferenz weitere Sicherheitsgarantien zugebilligt hatte.

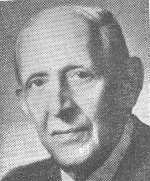
Der italienische Außenminister della Torretta
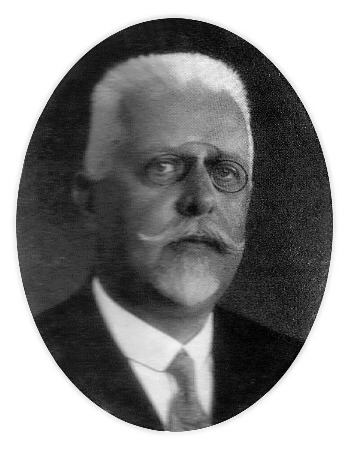
Der österreichische Bundeskanzler Schober
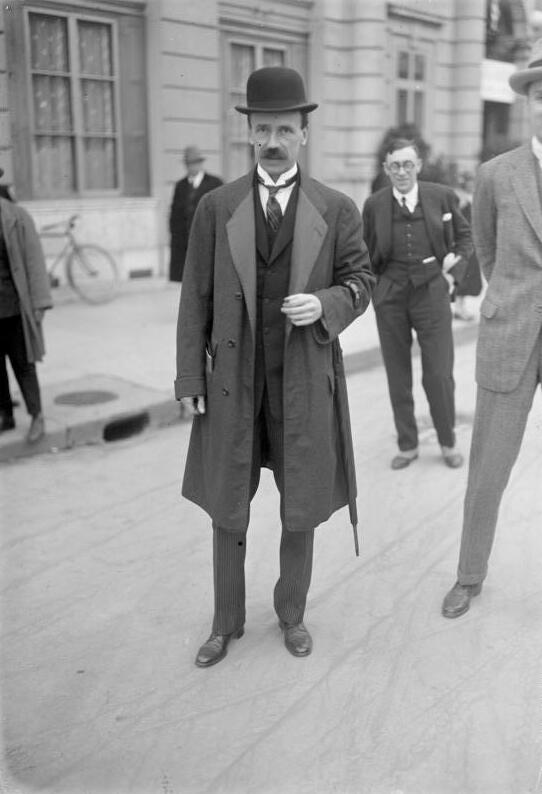
Der ungarische Ministerpräsident Bethlen
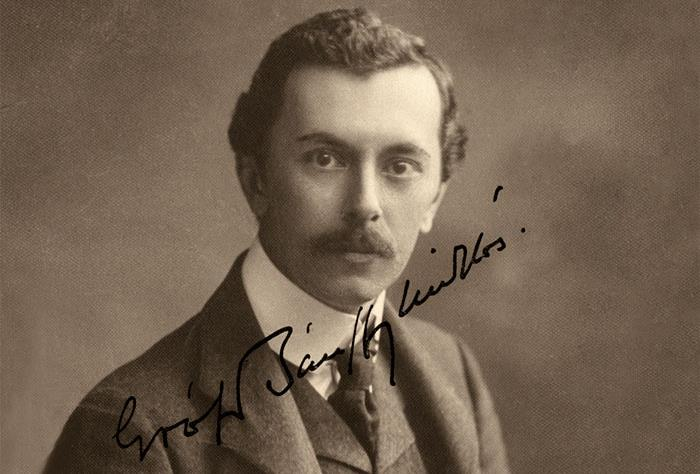
Der ungarische Außenminister Bánffy

## Die Inhalte des Protokolls von Venedig
Im Protokoll von Venedig verpflichten sich die unterzeichnenden zu verschiedenen Maßnahmen. In einem ersten Schritt sind dies:
- Das Königreich Ungarn erklärt öffentlich, dass eine Einigung mit Österreich erzielt wurde und fordert alle seine Beamten sowie Bürgerinnen und Bürger auf, dieses zu respektieren.
- Unter Androhung strenger Strafen, ist weiterhin die unverzüglich Abgabe der Waffen zu fordern und dass alle nicht im Gebiet ansässigen Personen dieses umgehend verlassen. Wer dieser Aufforderung binnen zehn Tagen Folge leistet, wird für alle begangenen Straftaten amnestiert.
- Die in Freischaren tätigen Studenten der Soproner Bergbauakademie sollen unverzüglich an ihre Hochschule zurückkehren. Wer dem Aufruf keine Folge leistet, wird exmatrikuliert.
- Wer zum Widerstand gegen das Abkommen aufruft oder den bewaffneten Widerstand finanziert, wird bestraft.
- Die an der Grenze zwischen dem Königreich Ungarn und dem Burgenland stationierten Garnisonen werden teilweise ausgewechselt.
- Die ungarische Regierung verpflichtet sich zu guter Zusammenarbeit und einem Handeln im Einvernehmen mit der Interalliierten Generalskommission in Sopron.

Sind diese Maßnahmen erfolgt, sind folgende Schritte zu unternehmen:
- Nach der Entwaffnung der Freischärler soll Österreich das Gebiet in Besitz nehmen. Die Interalliierte Generalskommission legt fest, wann dies geschehen kann.
- Italien wird Maßnahmen zur Entsendung von Truppen der Entente nach Sopron ergreifen.
- Acht Tage, nachdem die Interalliierte Generalskommission die Befriedung des Landes festgestellt hat, findet eine Volksabstimmung („Volksbefragung“) statt. Es obliegt der Kommission, die Volksabstimmung vorzubereiten und durchzuführen.
- In Sopron wird zeitlich vor den Umlandgemeinden abgestimmt, jedoch zählt schlussendlich das Gesamtergebnis im Abstimmungsgebiet. Ungarn und Österreich verpflichten sich, das Ergebnis anzuerkennen.
- Acht Tage nach Verkündung des Ergebnisses wird das Abstimmungsgebiet an den Staat übergeben, der die Abstimmung gewient.
- Für die Regelung aller weiteren rechtlichen Fragen soll binnen 14 Tagen ein bilaterales Abkommen zwischen Österreich und Ungarn geschlossen werden. Gelingt keine Einigung, wird ein Schiedsgericht, wie in den Verträgen von Saint-Germain und Trianon vorgesehen, einberufen.
- Italien wird sich bei der Botschafterkonferenz für die Anerkennung des Venediger Protokolls einsetzen.
- Alle sich aus der konkreten Gebietsabgrenzung im Zusammenhang mit der Volksabstimmung ergebenden Fragen, werden von der Interalliierten Grenzfestsetzungkommssion behandelt und vom Völkerbund abschließend entschieden.
- Österreich wird bis zum Abschluss der Gebietsübertragung keine ungarischen Bürgerinnen und Bürger politischer Verfolgung aussetzen.
- Österreich verpflichtet sich, auf Massenentlassungen von ungarischen Beamten in den von Österreich übernommenen Gebieten zu verzichten. Entlassung dürfen nur im Wege der Fall Einzelfallprüfung erfolgen. Österreich verpflichtet sich, für die Pensionen der Beamten in den übernommenen Gebieten aufzukommen.